# 2005年大西洋飓风季的风暴

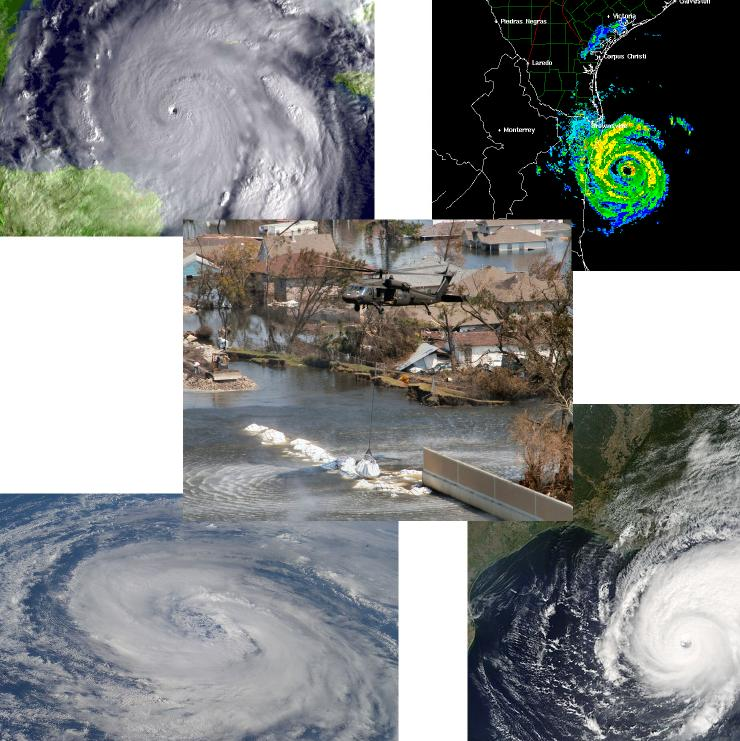
2005年大西洋飓风季的多场风暴

2005年大西洋飓风季于2005年6月1日正式开始，同年11月30日结束。传统上这样的日期界定了一年中绝大多数热带气旋在大西洋盆地形成和发展的时间段，但由于风暴实际活动的持续存在，飓风季一直持续到了2006年1月。
截至2014年，2005年大西洋飓风季仍然是有纪录以来最活跃的大西洋飓风季，屡次打破历史纪录。全季共形成28场热带或亚热带风暴，其中又有15场成为飓风，两项数字都创下新纪录。这些飓风中又有7场达到大型飓风标准，5场成为四级飓风，4场达到五级飓风标准，这其中四级飓风数量追平历史纪录，五级飓风数量创下新纪录。全部4场五级飓风中，飓风威尔玛则是有纪录以来最强烈的北大西洋热带气旋。
本季最具影响的风暴分别是飓风丹尼斯、飓风艾米莉、飓风卡特里娜、飓风丽塔和飓风威尔玛，其中除丹尼斯是四级飓风外，另外4场都是五级飓风，此外，飓风斯坦也造成了显著影响。这些风暴先后12次以大型飓风强度登陆古巴、墨西哥和美国墨西哥湾沿岸地区，造成至少2048人丧生，经济损失超过1000亿美元（2005年美元，相当于2025年的1610億美元）。
| 参考资料 |  | 外部链接 |
| 参见     |  |          |

| TS | 阿琳   |
| TS | 布雷特 |
| 1  | 辛迪   |

| 4  | 丹尼斯   |
| 5  | 艾米莉   |
| TS | 富兰克林 |

| TS | 格特 |
| TS | 哈维 |
| 2  | 艾琳 |

| TD | 十       |
| TS | 何塞     |
| 5  | 卡特里娜 |

| TS | 李     |
| 3  | 玛丽亚 |
| 1  | 内特   |

| 1 | 奥菲莉亚 |
| 1 | 菲利普   |
| 5 | 丽塔     |

| TD | 十九 |
| 1  | 斯坦 |
| SS | 无名 |

| TS | 泰米   |
| SD | 二十二 |
| 1  | 文斯   |

| 5  | 威尔玛 |
| TS | 阿尔法 |
| 3  | 贝塔   |

| TS | 伽玛     |
| TS | 德尔塔   |
| 1  | 艾普塞朗 |

| TS | 泽塔 |

| TS | 阿琳   |
| TS | 布雷特 |
| 1  | 辛迪   |

| 4  | 丹尼斯   |
| 5  | 艾米莉   |
| TS | 富兰克林 |

| TS | 格特 |
| TS | 哈维 |
| 2  | 艾琳 |

| TD | 十       |
| TS | 何塞     |
| 5  | 卡特里娜 |

| TS | 李     |
| 3  | 玛丽亚 |
| 1  | 内特   |

| 1 | 奥菲莉亚 |
| 1 | 菲利普   |
| 5 | 丽塔     |

| TD | 十九 |
| 1  | 斯坦 |
| SS | 无名 |

| TS | 泰米   |
| SD | 二十二 |
| 1  | 文斯   |

| 5  | 威尔玛 |
| TS | 阿尔法 |
| 3  | 贝塔   |

| TS | 伽玛     |
| TS | 德尔塔   |
| 1  | 艾普塞朗 |

| TS | 泽塔 |

| 萨菲尔-辛普森飓风风力等级 |    |    |    |    |    |    |
| TD                        | TS | C1 | C2 | C3 | C4 | C5 |

## 风暴

### 热带风暴阿琳
2005年大西洋飓风季刚一开始，洪都拉斯以北海域就有低气压区形成并持续存在。虽然受到中等强度风切变的不利影响，但低气压还是得以组织，于6月8日成为第一号热带低气压。系统进一步增强，于次日升级成热带风暴并获名“阿琳”（Arlene）。气旋接下来转向北上，稳步加强的同时也给开曼群岛和古巴带去热带风暴强度大风和暴雨。阿琳以风速每小时80公里强度从科连特斯角（Cabo Corrientes）附近登陆古巴。6月10日早上，风暴进入墨西哥湾，外界环境中的风切变减弱，气旋达到风力时速110公里的最高强度，只略低于飓风标准。
6月11日，阿琳以风速每小时95公里强度从佛罗里达州彭萨科拉以西不远处登陆。进入陆地上空后，气旋在热带低气压强度下又持续了两天时间，先后经过印第安纳州和密歇根州，最终于6月14日被加拿大东南部上空的一片锋面系统吸收。
佛罗里达州迈阿密海滩有一名女学生因遇上阿琳产生的离岸流而遇难，这里距风暴的环流中心还有相当远的距离。阿琳一共造成1180万美元损失（2005年美元，相当于2025年的1900萬美元）。

### 热带风暴布雷特
经过约半个月的沉寂，坎佩切湾内发展出扰动天气区并迅速得以组织，于6月28日晚成为第二号热带低气压。两小时后，飓风猎人侦察机的数据表明系统已增强成热带风暴，美国国家飓风中心因此将其命名为“布雷特”（Bret）。2005年由此成为1986年以来第一个在6月形成两场热带风暴的大西洋飓风季，从1851年至2014年，这种情况一共还只出现过13次。
由于风暴发展的海域距陆地非常近，布雷特只向西北偏西方向行进了很短时间，于6月29日清晨以弱热带风暴强度从墨西哥韦拉克鲁斯州的图斯潘（Tuxpan）附近登陆。气旋继续向内陆进发，在韦拉克鲁斯州上空降下暴雨，最终于6月29日晚在圣路易斯波托西州山区上空消散。数以百计的房屋受损，包括坦皮科以南约95公里的纳兰霍斯（Naranjos）和奇南帕（Chinampa）在内的多个小镇爆发严重洪灾，纳兰霍斯有一辆车被洪水卷走，车上两人遇难。

### 飓风辛迪
7月3日，第三号热带低气压在加勒比海形成，但次日尚未增强就进入尤卡坦半岛上空。7月4日，系统进入墨西哥湾，这时其北部边缘已发展出新的环流中心，在这天早上成为热带风暴并获名“辛迪”（Cindy）。风暴快速穿越墨西哥湾，于7月5日晚以飓风强度的最低标准从路易斯安那州格兰德艾尔附近登陆，气象机构在当时的实际操作中认为辛迪登陆时尚属热带风暴强度，但在风暴过后的重新分析时认定气旋已升级成飓风。风暴在陆地上空减弱，于7月7日在南、北卡罗莱纳州上空转变成温带气旋。
以热带低气压强度深入内陆期间，辛迪催生出一场藤田级数为2的龙卷风，对乔治亚州亨利县西南部城市汉普顿（Hampton）的多处地标式建筑构成破坏，其中单亚特兰大赛道就受到4000万美元损失。虽然热带天气系统经常会催生龙卷风，但在这种情况下催生出2级龙卷风的情况并不多见。路易斯安那州、密西西比州、阿拉巴马州和马里兰州部分地区降下创纪录的暴雨，部分地点降雨量超过130毫米。辛迪一共导致3人遇难，其中乔治亚州2人，阿拉巴马州1人。

### 飓风丹尼斯
7月4日晚，第四号热带低气压在东南加勒比海形成。次日清晨，系统增强成热带风暴并获名“丹尼斯”（Dennis）。风暴开始迅速向西北偏西方向移动，于7月6日下午逼近伊斯帕尼奥拉岛南岸期间达到飓风强度。次日，丹尼斯迅速强化成四级飓风。7月7日，风暴从牙买加和海地之间经过，并在古巴以南洋面达到930毫巴的中心最低气压，刷新8月前北大西洋热带气旋的强度纪录，只是该纪录只保持了8天就被飓风艾米莉打破。7月8日，飓风从古巴上空经过，行进路线接近该国首都哈瓦那。7月9日，气旋在北上逼近美国墨西哥湾沿岸地区时再度进入爆发性增强期，以三级飓风强度从佛罗里达州彭萨科拉东南方向不远处登陆。
丹尼斯夺走了至少88条人命，其中海地56人、古巴16人、美国15人、牙买加1人。损失总额估计在40至60亿美元，其中美国遭受了22.3亿美元损失，其他则在加勒比地区。飓风在古巴产生的破坏最为严重，大量柑橘作物毁于一旦。风暴来袭时，古巴的旱季即将结束，农民被气旋带来的暴雨杀了个措手不及。气象机构将丹尼斯对美国的影响同前一年的飓风伊万相提并论，但飓风登陆时的强度和规模与伊万相比均有不及，之后造成的破坏程度也相差甚远，这一定程度上是因为受伊万袭击的地区尚未完成重建。

### 飓风艾米莉 （Emily)
7月11日，小安的列斯群岛以东的第五号热带低气压发展成热带风暴艾米莉。气旋向西移动，于7月14日以一级飓风强度吹袭格林纳达。风暴接下来进入加勒比海并开始快速增强，于7月15日达到四级飓风标准。7月16日，艾米莉达到最低气压929毫巴，持续风速每小时260公里的最高强度，打破飓风丹尼斯8天前创下的纪录，成为8月前形成的最强大西洋风暴。美国国家飓风中心原以为艾米莉达到最高强度时仍属四级飓风，但部分数据表明系统曾短暂达到五级标准，系统也在风暴过后的重新分析中被升级成五级飓风。气旋接下来略有减弱，从牙买加以南海域和开曼群岛经过后，于7月18日早上以四级飓风强度从图卢姆附近登陆尤卡坦半岛。进入坎佩切湾后，艾米莉又以三级飓风强度从塔毛利帕斯州博卡马德雷（Boca Madre）乡间登陆墨西哥东北部。
这场飓风至少夺走了14人的生命，其中格林纳达1人，牙买加4人，加勒比地区7人，墨西哥2人。估计风暴还造成5.5亿美元损失，其中绝大部分发生在格林纳达和墨西哥的金塔纳罗奥州。艾米莉最后一次登陆还在墨西哥东北部和德克萨斯州最南端引发轻度洪灾，但造成的破坏程度很轻。

### 热带风暴富兰克林
7月21日下午，巴哈马近海的一股东风波组织成第六号热带低气压，并且仅两小时后就升级成热带风暴并获名“富兰克林”（Franklin），创下大西洋飓风季中形成日期最早的第6场命名风暴纪录。气旋从巴哈马海域北上，然后又在大西洋上空朝东北方向移动。受风切变和干燥空气的不利影响，系统结构到7月24日时已经变得混乱。富兰克林的前进方向变得很不规则，其强度在逼近百慕大期间已接近热带风暴下限。百慕大出现些许强烈阵风，但没有受到其它影响。气旋加速北上，然后又转向东北，前进路线和美国东岸基本平行，一度强化到接近飓风标准。最终，富兰克林在新斯科舍和纽芬兰岛海岸沿线转变成温带气旋。

### 热带风暴格特
穿越洪都拉斯和尤卡坦半岛后，一股东风波于7月23日在坎佩切湾组织成第七号热带低气压。次日清晨，低气压升级成热带风暴并获名“格特”（Gert），刷新大西洋飓风季中形成日期最早的第7场命名风暴纪录。风暴略有增强，于7月24日以最大持续风速每小时70公里、中心最低气压1001毫巴（百帕，29.6英寸汞柱）强度从坦皮科以南登陆墨西哥海岸。气旋继续向墨西哥中部上空移动，于7月25日逐渐消散。
格特袭击的地区在4天前刚刚经受过飓风艾米莉的摧残，引发对土壤含水量饱和导致洪灾和山体滑坡的担忧。为防万一，纳兰霍斯和塔米亚瓦（Tamiahua）附近低洼地区的企业和居民区有约1000人疏散。

### 热带风暴哈维
7月22日，一股东风波离开非洲海岸，并且穿越大部分大西洋期间没有出现显著发展。7月28日，美国国家飓风中心开始更为密切地监控正逼近背风群岛的系统，但东风波这段时间也没有出现发展。到了8月2日，对流开始增多，系统于当晚在百慕大西南方向约595公里洋面发展成第八号热带低气压。次日，低气压进一步增强成热带风暴并获命名为“哈维”（Harvey）。受强烈的风切变影响，风暴呈现出亚热带气旋特征。
8月4日清晨，哈维以中等热带风暴强度从百慕大以南约75公里海域经过。气旋接下来有进一步强化，于当晚达到风力时速100公里的最高强度。虽然受到强烈风切变的不利影响，但哈维在接下来3天里并没有显著减弱。8月9日清晨，系统转变成温带风暴并逐渐减弱，于8月14日在亚速尔群岛西北方向洋面消散。气旋在百慕大产生暴雨，百慕大国际机场的降雨量达到128毫米，导致部分道路被淹。此外，岛上的持续风速还达到每小时75公里。

### 飓风艾琳
8月4日下午，佛得角以西海域的一股东风波发展成第九号热带低气压，成为本季第二场佛得角型风暴。系统转向西北期间遭遇干燥空气和风切变，结构和发展因此大受影响。虽然组织结构混乱，还有风切变的不利影响，气旋还是于8月7日发展成热带风暴艾琳。接下来气旋结构被风切变和干燥空气破坏，艾琳于8月8日降级成热带低气压。
艾琳的强度接下来出现显著波动，8月10日早上，风暴组织已非常混乱，以至气象机构考虑要宣布气旋已经消散。但是，低气压继续向西移动，进入更有利于发展的海域后重新达到热带风暴强度，再于8月14日进一步强化成一级飓风。之后，由于风切变少，还有上层反气旋这样的利好因素，艾琳继续增强，于8月16日短暂达到二级飓风强度。此后不久，飓风因行经海域水温降低而开始减弱，于8月18日在纽芬兰岛开普雷斯（Cape Race）东南方向洋面转变成温带气旋，自始至终没有对陆地构成威胁。

### 第十号热带低气压
8月13日，第十号热带低气压在小安的列斯群岛以东约1770公里海域发展形成。受强烈垂直风切变的不利影响，系统很快四分五裂，到了次日，已经没有迹象表明系统中还有组织起来的深层对流存在，美国国家飓风中心因此停止发布公告。第十号热带低气压的残留继续向西北方向飘流，在背风群岛以北洋面退化成东风波。残余的中层环流最终与另一天气系统融合，之后发展成第十二号热带低气压，再进一步发展成飓风卡特里娜。

### 热带风暴何塞
8月22日，第十一号热带低气压在坎佩切湾形成，并于当晚在墨西哥湾的温暖洋流影响下增强成热带风暴何塞，达到风力时速95公里的最高强度，再于8月23日从墨西哥韦拉克鲁斯州登陆。气旋在向该国内陆移动期间迅速减弱，很快就在墨西哥上空消散。何塞在该国墨西哥湾沿岸逗留期间迫使韦拉克鲁斯州约2万5000居民背离家园。瓦哈卡州降下暴雨，造成8人遇难，其中6人是由风暴直接导致，另外还有2人失踪。。墨西哥一共遭受了4500万美元损失。
之后的重新分析表明，何塞在登陆两小时前还有较为良好的组织结构，一度形成风眼，但风速一直低于飓风标准。针对风暴的最后一份报告显示，气旋以风速每小时95公里强度登陆，但之后还快速增强了一段时间，直至完全离开海面。

### 飓风卡特里娜
8月23日，巴哈马上空的一片扰动天气区发展成热带低气压，并且次日就成为热带风暴，25日达到飓风标准。8月25日，卡特里娜登陆佛罗里达州南部，再于数小时后进入墨西哥湾。飓风迅速强化，于8月28日早上达到五级飓风标准，成为有纪录以来的第四强大西洋飓风。风暴转向北上并减弱成四级飓风，再进一步弱化成三级飓风，以风力时速200公里强度从路易斯安那州东南部登陆。气象机构起初认为气旋登陆时有四级强度，但美国国家飓风中心经过重新分析后在风暴过后的报告中确认，卡特里娜是以三级飓风强度登陆。数小时后，飓风穿过布雷顿湾，其强度基本保持不变，以风速每小时190公里强度从密西西比州汉考克县皮尔林顿（Pearlington）附近登陆。
气旋产生高达9米的风暴潮，密西西比州和阿拉巴马州海岸沿线受到灾难性破坏。新奥尔良避开了卡特里娜最具破坏性的部分，但墨西哥湾沿海水道、第17街运河和伦敦大道运河的大堤还是被风暴潮突破，全城约80%的地区被淹，美国7个州内确认有1836人遇难。飓风卡特里娜共计造成约812亿美元的巨额损失，无论致死人数还是损失数额都刷新美国历史上自然灾害的纪录，并且其损失和伤亡数据至今仍然不够完整。

### 热带风暴李
8月24日，一股东风波离开非洲海岸，在穿越大西洋期间发展成低气压区，再于8月28日在小安的列斯群岛以东约1550公里洋面组织成第十三号热带低气压。受东北向风切变影响，系统环流和对流分离，低气压于8月29日退化成残留低气压。多个预报模型认为风暴会就此消散，但美国国家飓风中心却认为系统会略有增强。
受非热带天气系统影响，残留低气压向北移动，之后转向东北。对流出现增长，于8月31日再生成热带低气压。当天下午，低气压进一步强化成热带风暴并获名“李”（Lee），然后在百慕大和亚速尔群岛之间洋面达到风力时速65公里的最高强度。气象机构在确定风暴强度上存在困难，而且系统强度很快就回落到热带低气压水平。气旋围绕前文所述的非热带天气系统移动到该系统西侧，导致气象机构难以确认这时李到底还是不是热带气旋。9月1日晚，风切变再次将低气压的对流剥离，气旋退化成残留低气压，直至9月4日被冷锋吸收。系统没有对陆地产生影响，也没有任何报道表明气旋有造成损失或人员伤亡。

### 飓风玛丽亚
9月1日，背风群岛以东约1770公里洋面的一股东风波发展成第十四号热带低气压，再于次日升级成热带风暴并获名“玛丽亚”（Maria）。9月4日清晨，玛丽亚成为本季第5场飓风。9月5日，气旋短暂达到三级飓风标准，成为本季第4场大型飓风。系统接下来逐渐减弱，于9月8日降级成热带风暴。
9月10日，系统在开普雷斯和亚速尔群岛之间的中途海域转变成温带气旋。玛丽亚在热带天气系统阶段没有对陆地构成威胁，但转变成温带风暴后依然强劲，并在逼近冰岛期间再度达到飓风风速。玛丽亚的残留在挪威引起山体滑坡，导致3人遇难。

### 飓风内特
9月5日，百慕大西南偏南方向约560公里洋面一片层次分明的低气压系统组织成热带低气压，并于当晚升级成热带风暴内特。风暴继续增强，所处位置基本保持不变，于9月7日成为本季第6场飓风。9月8日，飓风从百慕大以南约200公里海域经过并达到风力时速160公里的最高强度。气旋接下来开始减弱，转向北上后于9月10日在大西洋中部上空转变成温带气旋。
多艘皇家加拿大海军船只装载飓风卡特里娜善后所需的救灾物资前往美国墨西哥湾沿岸地区，但为了避开飓风内特和飓风奥菲利亚而不得不减速行驶。

### 飓风奥菲莉亚
9月6日，第十六号热带低气压在巴哈马北部上空形成，并于次日清晨组织成热带风暴奥菲莉亚，8日达到飓风标准。风暴在佛罗里达州近海停留了两天时间，激起的海浪引发严重沿海侵蚀。9月12日，气旋开始缓慢逼近北卡罗莱纳州，奥菲莉亚的前进势头时断时续，强度也在热带风暴和飓风间波动。系统最终没有登陆，但其西侧风眼墙一度到达北卡罗莱纳州沿海地区，在外滩群岛和恐怖角（Cape Fear）引发大面积破坏。气旋继续北上，于9月17日晚在新斯科舍附近海域转变成温带气旋并继续向东北方向移动，在加拿大大西洋省份上空产生狂风暴雨。
佛罗里达州有1人直接因风暴产生的大浪丧生，北卡罗莱纳州有1人因交通事故遇难，新斯科舍还有1人摔死，后两人属奥菲莉亚间接导致的人员伤亡。估计飓风一共造成约7000万美元损失，其中大部分发生在北卡罗莱纳州，同时巴哈马、新斯科舍和佛罗里达州海岸也蒙受了一定程度损失。风暴造成损失数额的初步预测结果高达10亿美元，但经过重新分析后认定，这一数据存在过分高估。

### 飓风菲利普
9月17日，一股强劲的东风波在背风群岛以东数百英里洋面组织成第十七号热带低气压，并于当晚升级成热带风暴。这也是大西洋风暴自1950年开始按字母顺序命名以来第3次使用字母开头的名称为风暴命名，之前两次分别是1995年的“帕布罗”（Pablo）和2003年的“彼得”（Peter）。之后还会用到开头名称命名的风暴包括2008年的帕洛玛（Paloma）、2010年的保拉（Paula）和2012年的帕蒂（Patty）。
9月18日，菲利普升级成飓风，成为本季第5场飓风。9月20日下午，气旋降级成热带风暴，并于3天后在百慕大以南洋面消散。

### 飓风丽塔
9月18日，本季第十八号热带低气压在特克斯和凯科斯群岛上空形成，并于当晚发展成第十七场热带风暴，美国国家飓风中心将其命名为“丽塔”（Rita）。气旋缓慢增强，于9月20日成为飓风，并在行进至佛罗里达礁岛群以南洋面期间达到二级飓风标准。9月20日，丽塔在进入墨西哥湾后迅速强化，于9月21日达到五级飓风标准，而且也是有纪录以来大西洋盆地形成的第三强飓风，中心气压低于895毫巴，不过这一纪录之后不久就被飓风威尔玛超越。风暴接下来在缓慢行经墨西哥湾期间逐渐减弱，于9月24日以强劲三级飓风强度从路易斯安那州接近该州和德克萨斯州边界的卡梅伦堂区登陆。
德克萨斯州的阿瑟港和博蒙特爆发严重洪灾，路易斯安那州的卡梅伦堂区和卡尔克苏堂区也变得满目苍夷，卡梅伦和霍利海滩完全被毁。飓风沿途的海上石油平台也受到严重破坏，不过位于休斯敦的炼油厂虽然预计会受到丽塔的强烈冲击，但实际上却得以逃过一劫。飓风丽塔经确认直接造成7人死亡，估计整场风暴一共造成高达100亿美元的巨额损失，并且这些损失几乎全部集中在德克萨斯州和路易斯安那州。据报道，气旋间接导致55至112人丧生，其中大部分是在休斯敦居民疏散过程中发生的事故所致，之前的天气预报称风暴会袭击该市。大量人员逃离休斯敦之际，一辆大客车发生火灾，许多人都是因这起火灾遇难。

### 第十九号热带低气压
一股东风波在佛得角群岛最西南端以西约1075公里海域发展出低气压系统，并于9月30日发展成热带低气压。低气压向西北方向移动，于10月1日达到风力时速55公里、最低中心气压1006毫巴（百帕，29.7英寸汞柱）的最高强度。受强烈的风切变影响，气旋开始消散，美国国家飓风中心于次日中止发布公告。第十九号热带低气压始终没能达到热带风暴强度，也没有对任何陆地构成威胁，所以气象机构没有发布任何热带气旋警告。

### 飓风斯坦
10月1日，西加勒比海有东风波组织成第二十号热带低气压，并于次日在尤卡坦半岛近海升级成热带风暴并获名“斯坦”（Stan）。风暴登陆该半岛后降级成热带低气压，但在进入坎佩切湾后又快速增强，于10月4日达到飓风标准，于当天早上以一级飓风强度从韦拉克鲁斯以南登陆墨西哥中东部海岸。
这段时间里，气旋与墨西哥和中美洲上空一片组织混乱但规模非常庞大的暴雨带相互关联，其覆盖区域因倾盆大雨引发灾难性的洪灾和泥石流，在6个国家造成至少1662人遇难，其中单危地马拉就有1500人死亡。起初的报道中认为飓风斯坦直接导致上千人丧生，但美国国家飓风中心之后认为，这其中绝大多数死难者都是被另一个更大规模的天气系统夺去生命，直接因斯坦死亡的人数还不到100。斯坦的热带气旋报告中没有确认这一推论，但其中认定风暴直接导致的丧生人数在80至100之间。
除大量人员遇难外，还有超过10万人被迫撤离。聖安娜火山于10月1日喷发，令中美洲的灾情雪上加霜。

### 无名亚热带风暴
经过飓风季后的重新分析，美国国家飓风中心认定本季还存在一场当时未经发现的亚热带风暴。这场风暴于10月4日形成，经过亚速尔群岛后，于次日被不具备热带天气系统特征的低气压区吸收。圣玛丽亚岛测得的持续风速达到每小时60公里。吸收这场风暴的低气压，之后会发展成为飓风文斯。这场亚热带风暴达到的最强风速为每小时80公里，最低中心气压997毫巴。没有报道表明风暴造成人员伤亡或财产损失。

### 热带风暴泰米
巴哈马以北的一股热带扰动表现出存在层次分明下层环流的迹象，且已经具备足够风速，于协调世界时10月5日上午11点30分在佛罗里达州以东洋面直接跳过热带低气压阶段，升级成为热带风暴，并获名“泰米”（Tammy）。这也是继1995年的飓风谭雅（Tanya）以来首次有风暴以开头的名称命名，之后还会有2010年的飓风托马斯（Tomas）和2012年的热带风暴托尼（Tony）达成这一目标。
10月5日晚，泰米从距佛罗里达州杰克逊维尔不远的梅波特海军站附近登陆，然后快速向内陆行进，经过乔治亚州南部和阿拉巴马州，最终退化成残留低气压并向南飘移到墨西哥湾。登陆后，气旋环流和雨带分离，乔治亚州和南卡罗莱纳州普降暴雨，北卡罗莱纳州也有部分地区受到影响。风暴残留与锋面系统合并，在美国东北部引发洪灾。

### 第二十二号亚热带低气压
10月8日，百慕大东南方向约725公里洋面有不含热带天气系统特征的低气压区发展成第二十二号亚热带低气压。由于外界环境不利，系统于10月9日凌晨3点消散，气象机构也中止发布公告。美国国家飓风中心继续监控朝美国东海岸逼近的气旋残留。系统转变成温带气旋，令热带海域的水分北上，并在此期间达到热带风暴强度。这场温带风暴和热带风暴泰米一起对10月上旬到中旬纽约州、新泽西州和新英格兰爆发的严重洪灾起到推波助澜的作用，美国东北部部分地区10月的降雨量因此创下新纪录。

### 飓风文斯
10月9日，热带风暴文斯在东大西洋亚速尔群岛东南偏东方向的马德拉附近海域形成，并于当晚升级成飓风。不过经过重新分析，气象机构认定风暴于9日形成时尚属亚热带风暴。文斯的规模很小，持续时间也不长，在飓风强度下保持的时间更短，但这场风暴是在东大西洋发展形成，距大部分大西洋风暴形成的位置还有很远距离，很可能是大西洋盆地形成位置最偏东面和北面的热带气旋。
10月11日，文斯在降级成热带低气压后不久从西班牙韦尔瓦附近登陆伊比利亚半岛，成为有纪录以来第一个登陆西班牙的热带气旋。除部分地区出现洪水外，没有报道表明这场风暴有造成人员伤亡或经济损失。

### 飓风威尔玛
10月15日，第二十四号热带低气压在牙买加西南海域形成，并于10月17日升级成热带风暴。10月18日，风暴发展出尺寸很小而且层次分明的风眼，并进入爆发性增强期，于10月19日达到五级飓风强度，气压低至882毫巴，刷新最强大西洋飓风纪录。威尔玛在24小时内从热带风暴增强成五级飓风，强化速度也创下大西洋风暴新纪录，在全球范围也仅次于1983年的台风佛瑞特。气旋缓慢向尤卡坦半岛飘移并减弱，于10月22日以四级飓风强度先后登陆科苏梅尔岛和尤卡坦州海岸。风暴在半岛上空继续缓慢前进，给仅3个月前经受过飓风艾米莉重创的地区带去狂风暴雨，艾米莉之前也曾直接从科苏梅尔上空经过。威尔玛以二级飓风强度离开尤卡坦半岛，然后快速向东北方向移动并略有增强，于10月24日以三级飓风强度从佛罗里达州南部登陆。穿越佛罗里达州后，气旋又在墨西哥湾暖流的影响下再度增强成三级飓风，然后快速进入大西洋，最终在吸收热带风暴阿尔法的残留后不久转变成温带气旋。
经过确认，飓风威尔玛共导致62人丧生，其中28人直接因风暴死亡，另外34人属间接引起，美国有35人遇难，占总数的一半以上。风暴在加勒比地区、墨西哥和佛罗里达州一共造成288亿美元的巨额损失，其中佛罗里达州就占了206亿，威尔玛因此成为有纪录以来对美国造成损失数额第3高的飓风。风暴沿途地区在飓风来袭前及时疏散，使死亡人数显著降低。

### 热带风暴阿尔法
10月22日，加勒比海东部有东风波组织成本季第二十五号热带低气压。当晚，系统在向西北偏西方向移动期间强化成热带风暴阿尔法。10月23日早上，气旋以风力时速85公里强度从多米尼加共和国的巴拉奥纳附近登陆，然后进入海地上空。阿尔法在伊斯帕尼奥拉岛的陡峭山脉上空降级成热带低气压，最终在返回大西洋后被飓风威尔玛吸收。
热带风暴阿尔法是2005年大西洋飓风季第22个获得命名的天气系统，打破1933年大西洋飓风季保持的纪录（21个），并且也是有纪录以来每一个以希腊字母命名的热带风暴。这场风暴一共造成43人死亡，其中大部分都在海地。

### 飓风贝塔
10月26日晚，加勒比海西南部有大规模低气压区发展成第二十六号热带低气压，并且6小时后就升级成热带风暴贝塔，再于10月29日达到飓风标准。10月30日，气旋的持续风速达到每小时185公里左右，成为大型飓风，2005年大西洋飓风季的大型飓风数至此达到7场，与1950年大西洋飓风季保持的纪录只差1场。
贝塔将热带风暴阿尔法创下的纪录进一步扩展，这也是首次“贝塔”（Beta）首次用于为热带天气系统命名。气象机构起初以为贝塔是2005年的第13场大西洋飓风，打破1969年12场的纪录，但之后的重新分析结果表明热带风暴辛迪有达到飓风标准，所以破纪录的第13场飓风实际上是威尔玛。不过，贝塔仍然是有纪录以来首场以希腊字母命名的飓风和大型飓风。
距尼加拉瓜海岸还有约230公里的哥伦比亚普罗维登西亚岛受到持续数小时的飓风强度狂风吹袭，风暴中心以非常缓慢的速度从岛上经过。报道显示岛上通讯中断，大量民宅受到严重破坏。

### 热带风暴伽玛
沉寂了约两星期后，第二十七号热带低气压于11月13日晚由圣卢西亚西南偏西方向约185公里洋面的东风波发展形成。系统途经小安的列斯群岛期间降下暴雨并引发泥石流，造成两人丧生。之后的重新分析表明系统曾短暂达到热带风暴标准（但没有命名），只是因风切变的影响无法得到进一步发展。11月16日，气旋在牙买加京斯敦东南方向约491公里海域失去闭合环流，美国国家飓风中心也相应中止公告发布。
系统残留继续沿洪都拉斯北岸向西移动，与更大规模的低气压系统合并，但不确定到底是风暴残留吸收低气压系统，还是反之。新的天气系统逐渐增强，于11月18日发展出闭合环流，再次成为热带风暴并获名“伽玛”（Gamma）。风暴再生后从洪都拉斯北面登陆，引发的洪灾夺走该国34条人命。伽玛在加勒比海蜿蜒行进了较短时间后开始缓慢减弱，最终于11月20日退化成残留低气压。整场风暴一共直接造成37人死亡，间接导致4人丧生。

### 热带风暴德尔塔
11月23日，亚速尔群岛附近一股不具备热带天气系统特征的强劲低气压向南飘流，并因行经海域水温渐高而发展出热带系统特征，热带风暴德尔塔随之形成。
德尔塔缓慢向南飘移，前进方向很不稳定，然后加速向东北方向移动，之后又转向东面的加那利群岛和北非前进。在此期间，系统两次接近飓风强度，但始终未能达标。10月28日，气旋与加那利群岛西北方向的锋面系统融合，成为强劲的温带风暴。风暴对加那利群岛构成严重破坏，夺走至少7条人命，其中有6人是在乘船从非洲前往该群岛的途中溺毙。上帝的手指是加那利群岛重要地标，是一块在海中屹立上千年并指向天空的岩石，但其尖端（指尖）也在风暴期间折断掉入大海。德尔塔还导致约20万居民失去供电，机场被迫关闭。
德尔塔的残留之后进入摩洛哥上空，给当地带去急需的降水。系统没有对该国造成不利影响，当地报道称其为“正常大气波动”。

### 飓风艾普塞朗
11月29日，热带风暴艾普塞朗在大西洋中部形成，形成过程与之前的热带风暴德尔塔基本相同，也是由百慕大以东较远处洋面的低气压系统发展出热带天气系统特征。12月2日，气旋达到飓风强度，成为本季第15场飓风，也是继1998年的飓风妮科爾以来第一场在飓风季正式结束后达到飓风强度的热带气旋。
艾普塞朗接下来继续强化，达到风力时速137公里的最高强度，成为有纪录以来大西洋在12月形成的第2强飓风，也是持续时间最长的12月飓风。受风切变的不利影响，还被逐渐逼近的锋吸收，气旋终于瓦解，自始至终没有对陆地构成威胁。美国国家飓风的气象专家对这场风暴的整个发展过程都感到难以理解。

### 热带风暴泽塔
12月29日晚，大西洋中东部在飓风季正式结束近一个月后发展出热带扰动。系统结构很快得到改善，成为第三十号热带低气压，并于次日升级成热带风暴并获名“泽塔”（Zeta）。风暴转向西进，但移动速度很慢并逐渐减弱，最终在2006年1月6日逐渐消散。
泽塔是有纪录以来在自然年中形成和发展时间最晚的北大西洋热带气旋之一，仅次于1954至1955年间的飓风爱丽丝，估计后者是在1954年12月30日凌晨1点成形。泽塔也是飓风爱丽丝后唯一一场跨年的北大西洋热带气旋。此外，泽塔还超越爱丽丝，成为12月形成并持续到1月的风暴中持续时间最长的一场，而且也是1月持续时间最长的热带气旋。

## 风暴名称
以下列出2005年用来给北大西洋热带气旋命名的名称，与1999年大西洋飓风季使用的名称相同，所有未予退役的名称会在2011年再度使用。“富兰克林”（Franklin）、“李”（Lee）、“玛丽亚”（Maria）、“内特”（Nate）、“奥菲莉亚”（Ophelia）、“菲利普”（Philippe）、“丽塔”（Rita）、“斯坦”（Stan）、泰米（Tammy）、“文斯”（Vince）和“威尔玛”（Wilma）都是首次使用。此外，由于形成的风暴较多，2005年大西洋飓风季还用完了常规的英语名称，所以之后的风暴不得不改用希腊字母表示，如“阿尔法”（Alpha）、“贝塔”（Beta）、“伽玛”（Gamma）、“德尔塔”（Delta）、“艾普塞朗”（Epsilon）和“泽塔”（Zeta）。列表中没有命名的名称将以灰色显示。
|  |  |  |

希腊语名称

| - Eta（未用） - Theta（未用） | - Iota（未用） - Kappa（未用） - Lambda（未用） - Mu（未用） - Nu（未用） - Xi（未用） - Omicron（未用） - Pi（未用） | - Rho（未用） - Sigma（未用） - Tau（未用） - Upsilon（未用） - Phi（未用） - Chi（未用） - Psi（未用） - Omega（未用） |

### 退役
2006年春，世界气象组织将本季使用过的5个飓风名称退役，分别是丹尼斯、卡特里娜、丽塔、斯坦和威尔玛。这5个名称在2011年时分别以“唐”（Don），“卡蒂亚”（Katia），莉奈（Rina），肖恩（Sean）和惠特尼（Whitney）取代。这也超越1955、1995和2004年大西洋飓风季保持的4个名称退役纪录，创下单季退役名称数量的新纪录。